# Hotel del Luna
Hotel del Luna (Hangul: 호텔 델루나; RR: Hotel Delluna) és una sèrie de televisió de Corea del Sud del 2019, protagonitzada per Lee Ji-eun i Yeo Jin-goo com a propietari i gerent, respectivament, de l'hotel homònim que només s'ocupa dels fantasmes. Escrit per les germanes Hong, es va emetre a tvN del 13 de juliol a l'1 de setembre de 2019. És el dotzè drama coreà més ben valorat de la història de la televisió per cable.